# Nu skool breaks
Le nu skool breaks (prononciation en anglais : /njuː skʊɫ bɹɛks/), parfois connu sous l'appellation nu breakbeat, est un genre musical issu des tendances électroniques ayant émergé en Angleterre et l'Andalousie entre 1998 et 2002. Comme le big beat, la drum and bass ou le dubstep, il appartient à la grande famille du breakbeat.

## Caractéristiques
Le nu skool breaks peut être décrit comme une fusion des sonorités techno et des rythmiques typiques de l'electro avec le côté urbain des musiques hip-hop et l'adjonction d'infra-basses.